# Fréland
Fréland (deutsch Urbach bei Kaysersberg) ist eine französische Gemeinde mit 1.297 Einwohnern (Stand: 1. Januar 2022) im Département Haut-Rhin in der Region Grand Est (bis 2015 Elsass). Sie gehört zum Arrondissement Colmar-Ribeauvillé, zum Kanton Sainte-Marie-aux-Mines und zum Gemeindeverband (Vallée de Kaysersberg).

## Geografie
Die Gemeinde Fréland liegt abgelegen in den Vogesen, acht Kilometer nordwestlich von Kaysersberg. Nach dem Ort ist der Col du Fréland benannt, ein bei Zweiradfahrern beliebter 826 Meter hoher Pass. Er führt über den Forêt communale de Fréland und Aubure nach Sainte-Marie-aux-Mines in das Tal Val d’Argent. Das Gemeindegebiet ist weitgehend bewaldet und Teil des Regionalen Naturparks Ballons des Vosges.

## Geschichte
Von 1871 bis zum Ende des Ersten Weltkrieges gehörte Urbach als Teil des Reichslandes Elsaß-Lothringen zum Deutschen Reich und war dem Kreis Rappoltsweiler im Bezirk Oberelsaß zugeordnet.

### Bevölkerungsentwicklung
| Jahr                       | 1910 | 1962 | 1968 | 1975 | 1982 | 1990 | 1999 | 2006 | 2013 | 2022 |
| Einwohner                  | 1444 | 1102 | 1040 | 1033 | 1100 | 1134 | 1292 | 1385 | 1351 | 1297 |
| Quellen: Cassini und INSEE |      |      |      |      |      |      |      |      |      |      |

## Sprache
Die Gegend um Lapoutroie ist eines der wenigen elsässischen Gebiete mit originär frankophoner Regionalsprache. Beim vom Aussterben bedrohten Welche (dt. Welsch) oder Vosgien handelt es sich um einen galloromanischen Dialekt aus der Gruppe der Langues d’oïl, der eng mit dem Wallonischen verwandt ist.

## Sehenswürdigkeiten
- Kirche Mariä Himmelfahrt
- Kapelle Saint-Gérard

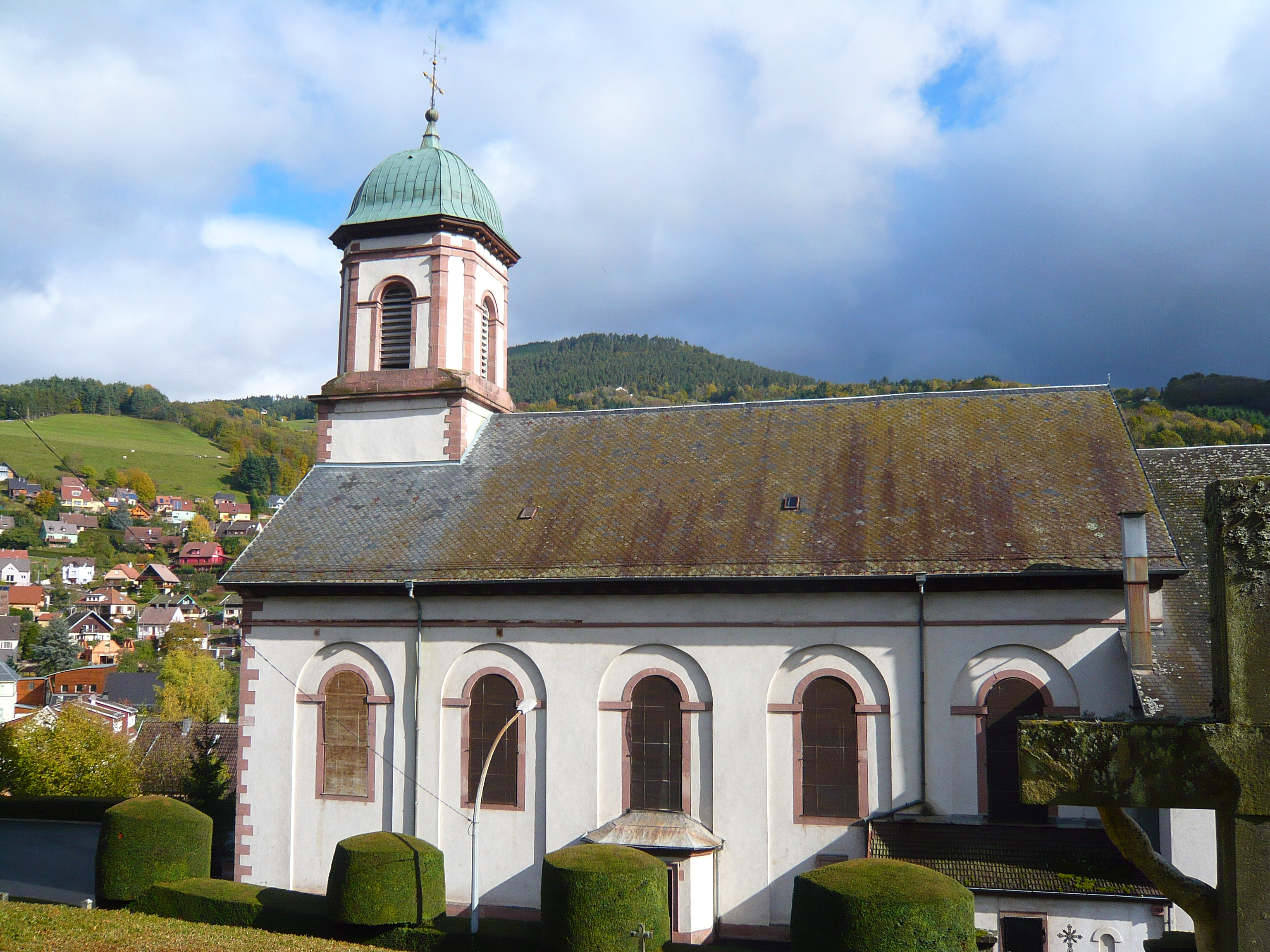
Kirche Mariä nHimmelfahrt
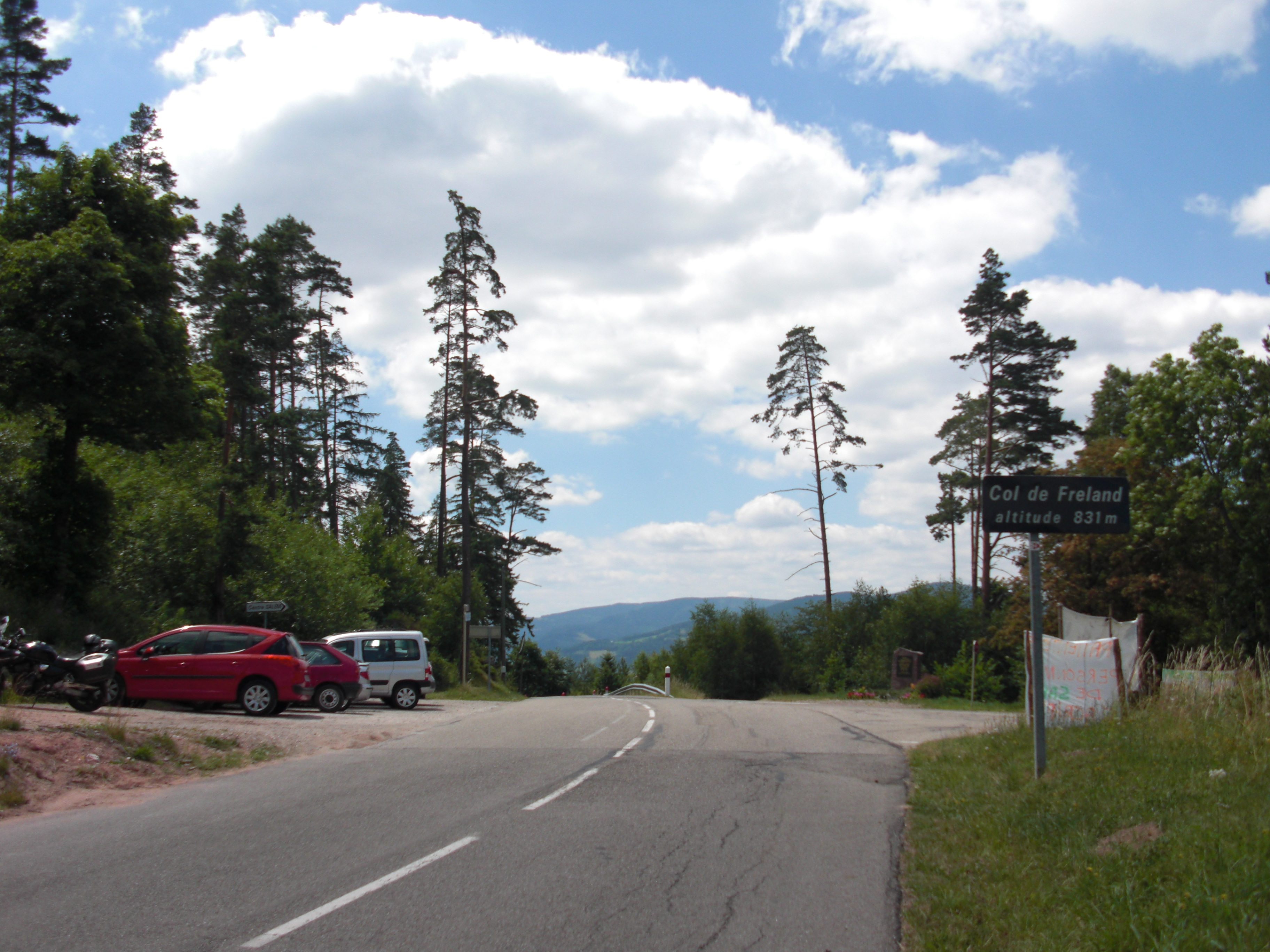
Passhöhe des Col de Freland
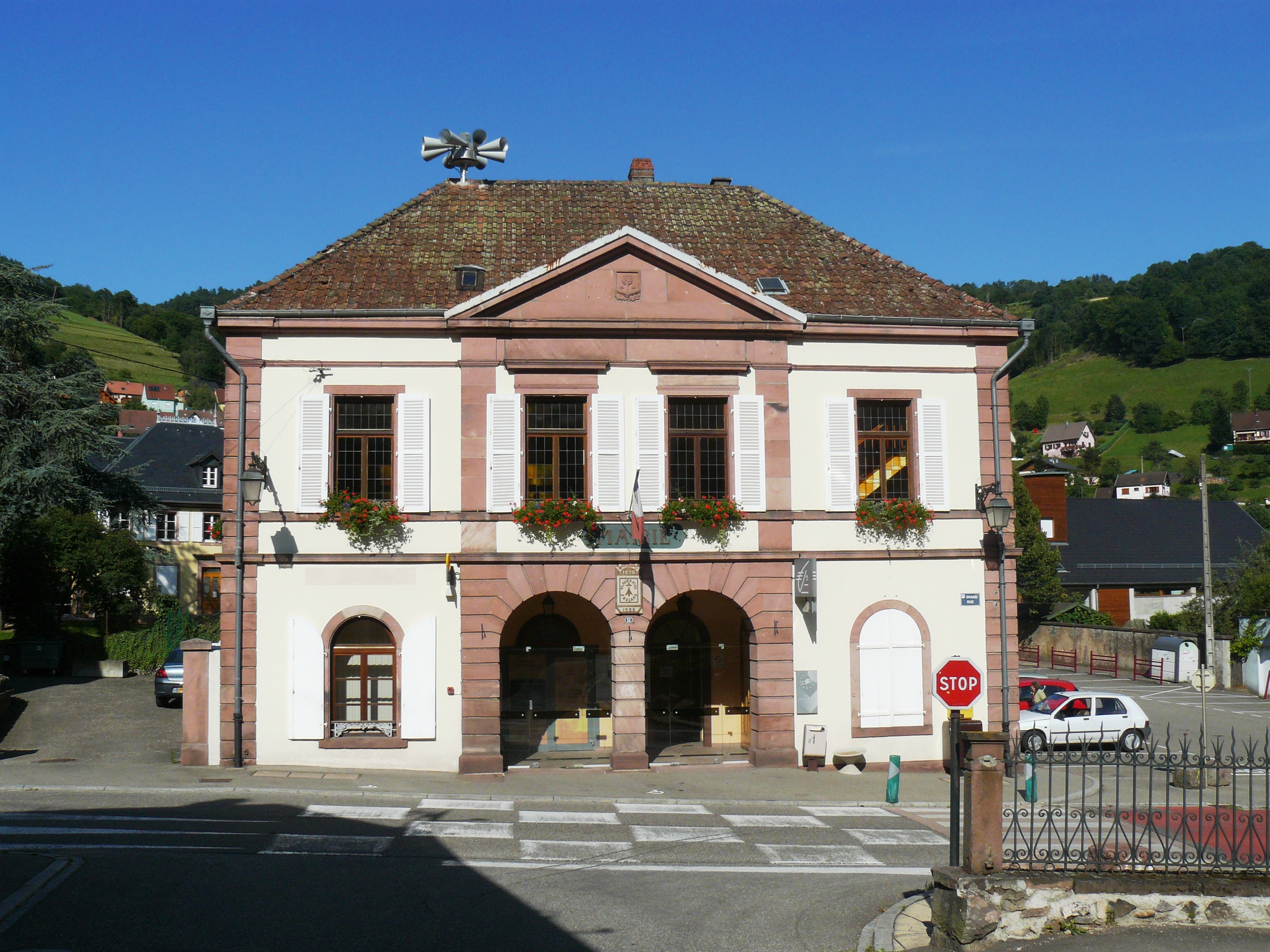
Mairie Freland
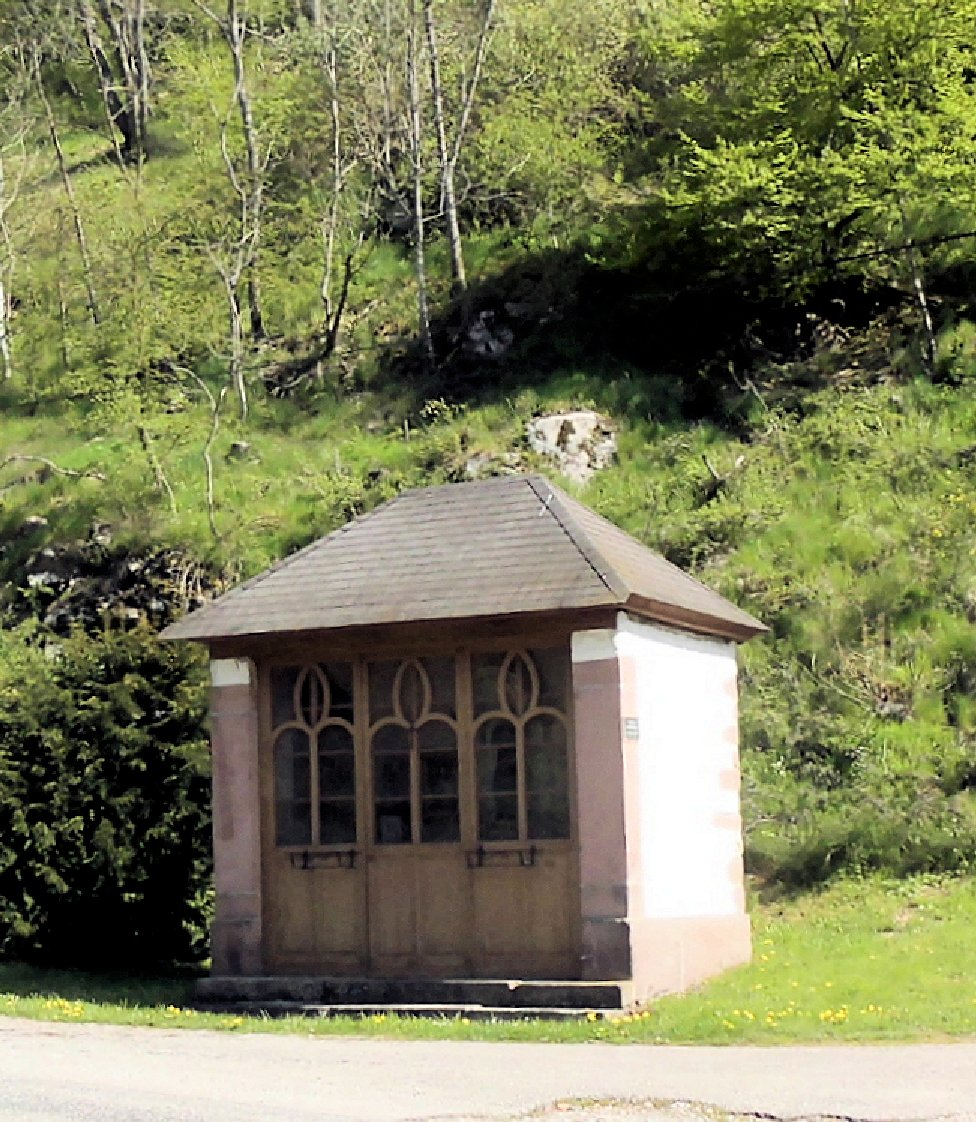
Kapelle Saint-Gérard

## Belege
1. ↑  Gemeindeverzeichnis Deutschland 1900 – Kreis Rappoltsweiler